# Європейська міграційна криза

Сирійські та іракські біженці в прибережних водах острова Лесбос у Греції після переправи з Туреччини. Дістатися берега їм допомагають іспанські волонтери.

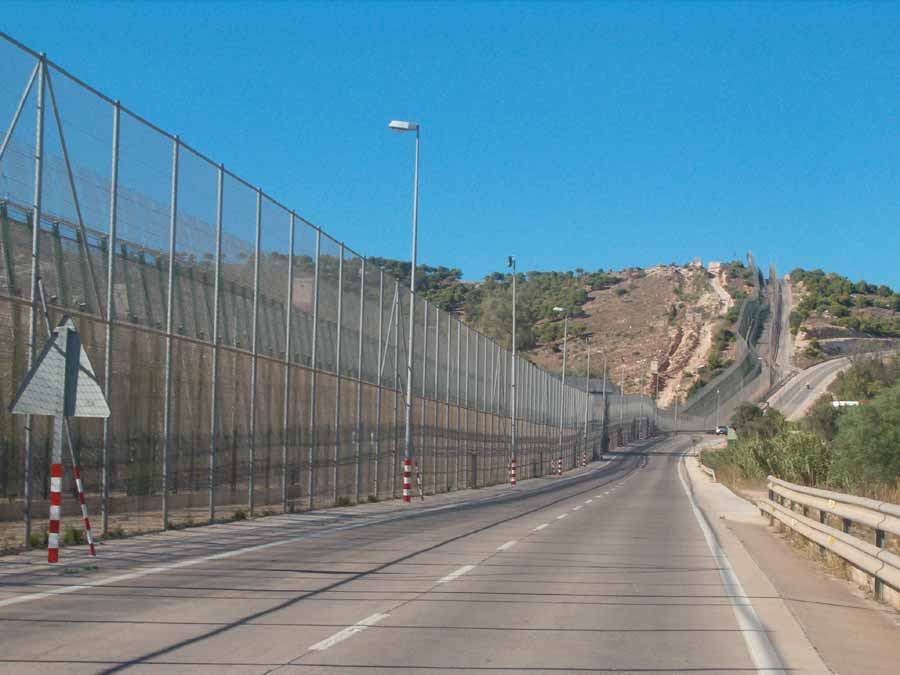

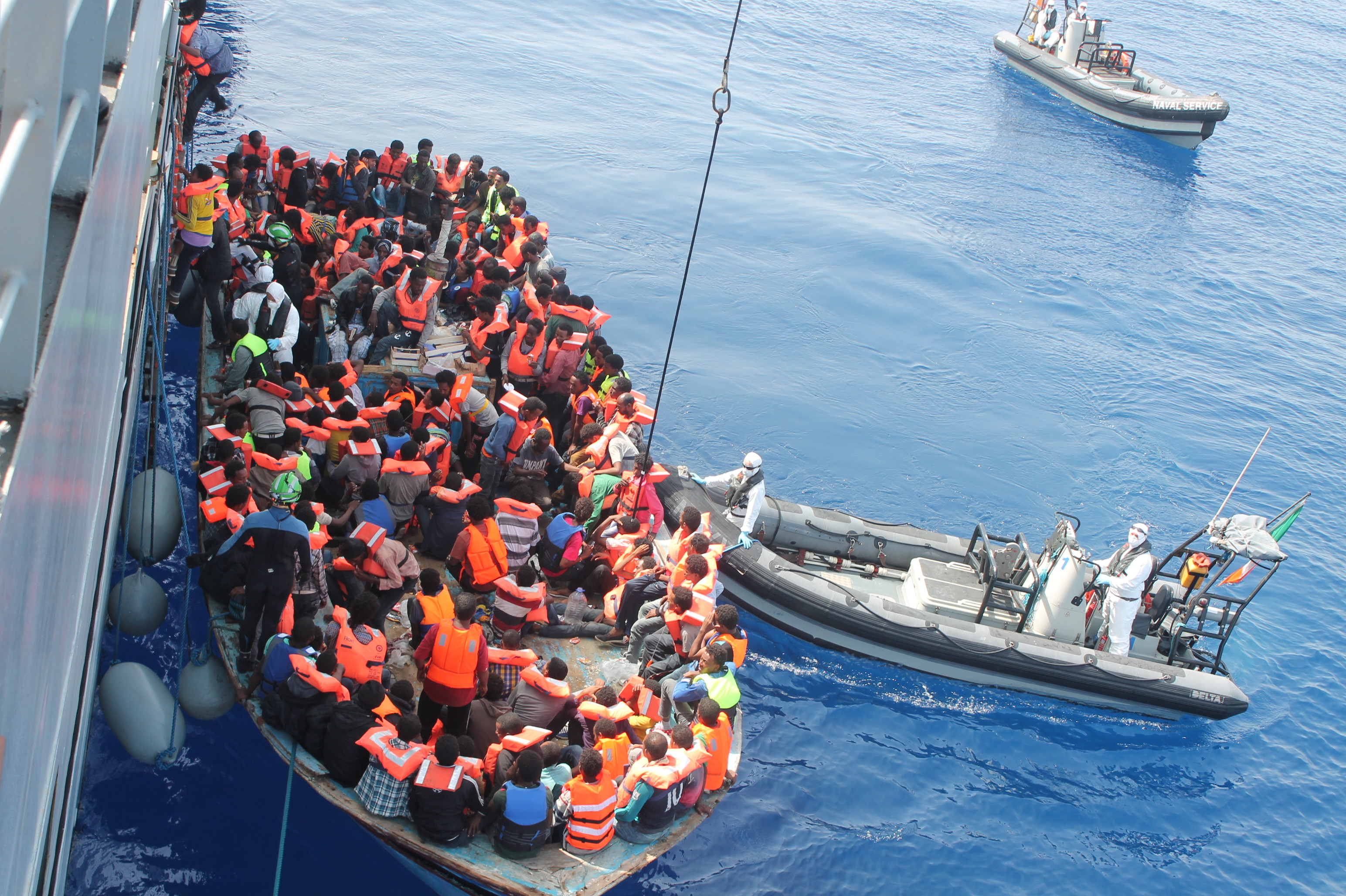
Рятувальна операція військово-морської служби Ірландії в Середземному морі, червень 2015 року

Європейська міграційна криза 2015 року — гуманітарна катастрофа, викликана масовим напливом мігрантів до Європи з охоплених війнами країн Африки і Близького Сходу. Найбільша міграційна криза в Європі з часів Другої світової війни. Єврокомісар з питань розширення та добросусідства Йоганнес Ган стверджує, що на середину вересня 2015 число мігрантів є найбільшим в історії людства.
За 7 місяців 2015 року до Європи прибуло більше 300 000 мігрантів, з них понад 100 000 — у липні. Відсутність прозорих правил прийому та неконтрольоване переміщення біженців призводять до численних людських жертв на шляху до Європи та в Європі: за перші 5 місяців року в Середземному морі потонули понад 1800 мігрантів — у 20 разів більше, ніж за той самий період минулого року; на сході Австрії у закритій покинутій вантажівці були виявлені тіла 71 біженця, які, скоріше за все, задихнулись від нестачі кисню під час нелегального перевезення.
Проблема набула широкого розголосу, коли 3 вересня провідні світові ЗМІ опублікували фото винесеного на турецький берег тіла маленького хлопчика-мігранта, що втопився під час спроби переправитися із Туреччини до Європи. Із його сім'ї в кілька чоловік врятуватися вдалося лише його батьку, всі решта загинули, як і більшість, що перебували на човні.

## Причини масової міграції

### Зовнішні проблеми
На середину вересня ЗМІ та блогери почали поширювати інформацію про зв'язок між напливом біженців у Європу та російською агресією проти України. Так, Президент Сирії та союзник Росії Башар Асад запустив на державному сирійському телебаченні масову пропаганду в «російському стилі», що закликає людей їхати. Одночасно Росія спонсорує крайні праві європейські організації та радикальні антиісламські рухи. Очевидна мета таких дій: для Росії — створити в Європі хаос та завадити підтримці України, для Сирії — позбутися частини населення, яке не виказує палкої прихильності Асаду.

## Проблеми ЄС
Президент Європарламенту Мартін Шульц заявив, що основною проблемою, викликаною мігрантами, є не наплив мігрантів, а відсутність солідарності задля прийняття спільних правил вирішення проблем з їх розселенням, що призводить до суттєво нерівномірного навантаження на міграційні служби окремих країн Європи. Як наслідок, масовий наплив мігрантів загрожує існуванню Шенгенської угоди, а протиріччя між країнами ЄС щодо розселення мігрантів поглиблюють розкол в ЄС.
Значний приток мігрантів також створює серйозне фінансове навантаження на країни ЄС: в 2015 році на вирішення проблем міграції Єврокомісія виділила 2,4 млрд євро і, вочевидь, ці витрати будуть зростати. Для облаштування мігрантів також виділяються кошти урядами окремих країн.
Мігранти також створюють додаткове соціальне навантаження — через неповагу до норм та традицій країн перебування. Так, в Угорщині, надані мігрантам харчові продукти та інша допомога були викинуті або покинуті на узбіччях доріг, що перетворило місця перебування мігрантів на масштабні звалища сміття.

## Маршрути переміщення та їх обмеження
Є кілька основних маршрутів переміщення біженців:
- Італія — Франція — Німеччина та Італія — Австрія — Німеччина (переважно з Африки);
- Туреччина — Греція — Північна Македонія[11] — Сербія — Угорщина (переважно з Сирії).

4 вересня на залізничній станції Келеті в Угорщині відбулись зіткнення мігрантів з угорськими націоналістами, а у селищі Рюске біженці почали кидати каміння у поліцію, у відповідь поліцейські застосували сльозогінний газ.
14 вересня Угорщина, через значний наплив мігрантів з Сербії, була змушена закрити міждержавний кордон на окремих ділянках перетину кордону, що, в свою чергу, призвело до скупчення значної кількості мігрантів в прикордонних районах Сербії.
15 вересня в Уряді Сербії заявили, що влада готова задіяти збройні сили для протидії поверненню мігрантів з Угорщини. 16 вересня мігранти, що перебувають в Сербії, здійснили спробу штурму угорського кордону на КПП Хорґош, в ході зіткнень з угорською поліцією мігранти застосовували каміння, поліція — сльозогінний газ та водомети. Цього ж дня в Угорщині набуло чинності жорстке імміграційне законодавство, яке дозволяє поліції заарештовувати та висувати обвинувачення особам, що прибули в країну нелегально. Як наслідок, мігранти направились в Хорватію, в яку лише за один день 16 вересня прибуло 10 тис. осіб, після чого 17 вересня Хорватія закрила сім з восьми прикордонних переходів на кордоні із Сербією.

## Ситуація за країнами

### Австрія
Хоча Австрія має досить високий рівень життя, біженці майже нічого не чули про цю країну. Більшість родичів емігрантів живуть в Німеччині, німецька еміграційна політика одна з найліберальніших у ЄС, низький рівень освіти — всі ці фактори впливають на рішення продовжувати подорож із Австрії саме до Німеччини.
Протягом 19-20 вересня на територію Австрії з Словенії, Угорщини та Хорватії дісталося не менше 20 тисяч біженців. 25 вересня Австрія відправила понад п'ять тисяч мігрантів назад до країн ЄС, які вони перетнули по дорозі до австрійського кордону (Болгарія і Румунія).

### Болгарія
19 вересня 2015 уряд Болгарії розпорядився закрити кордон із Туреччиною для мігрантів.

### Ватикан
Ватикан висловив готовність прийняти дві сім'ї біженців.

### Греція
Шлях мігрантів до ЄС часто лежить через Грецію. Вони дістаються човнами із Туреччини до Греції, а далі до Македонії. У Греції тільки за один день в кінці серпня близько 2.5 тисяч біженців висадилися у найбільшому грецькому порту — Пірейському.
23 жовтня до Греції, за 5 попередніх днів прибуло 48 000 мігрантів. Вони прибувають морем із Туреччини.

### Італія
Шлях мігрантів до ЄС часто лежить через Італію. Вони дістаються човнами із Лівії до Італії, а далі через Австрію до Німеччини.

### Північна Македонія

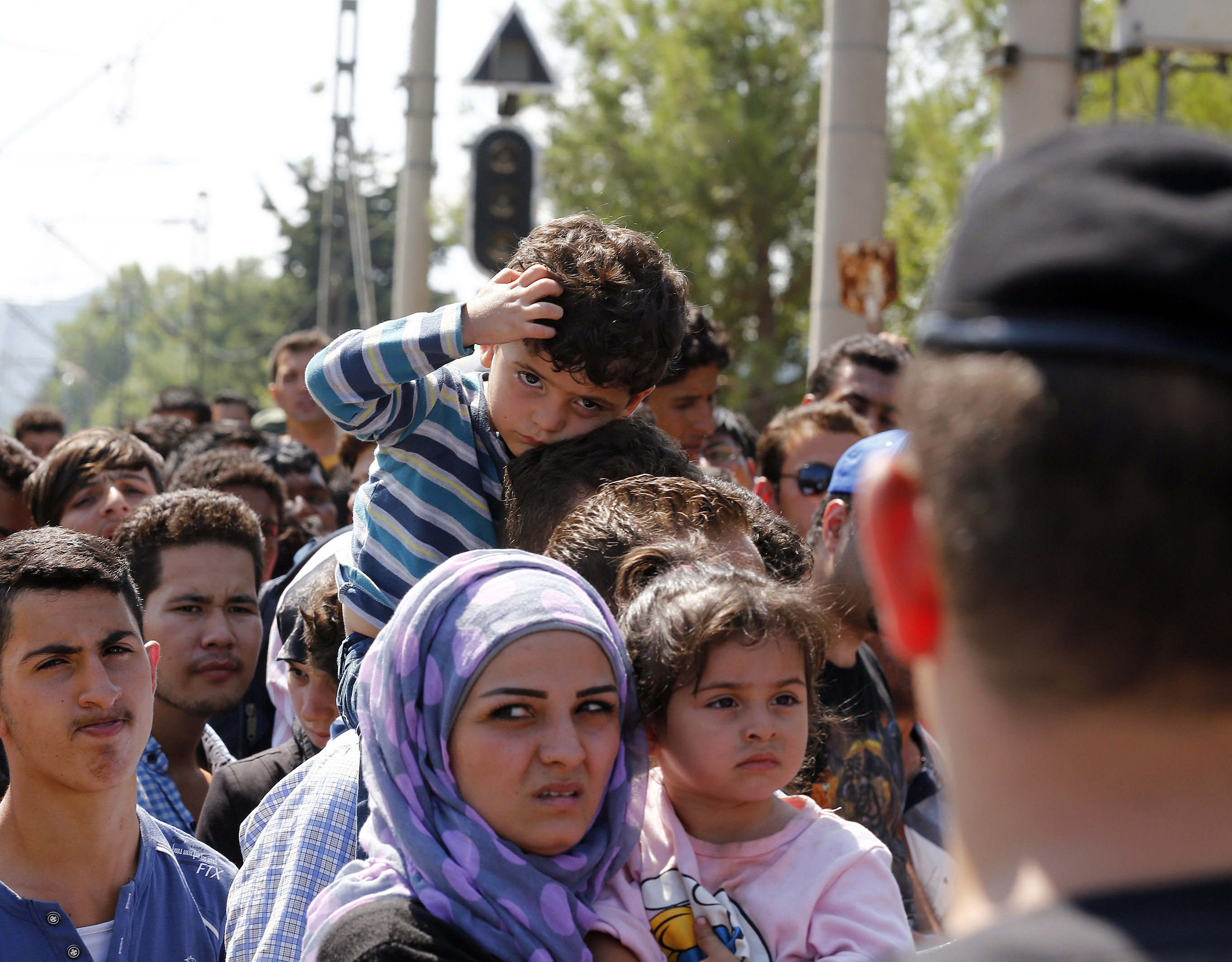
Біженці на македонському кордоні

Близько 2.5 тисяч біженців тільки 29 серпня 2015 року вирушили потягами із Македонії на північ.

### Німеччина

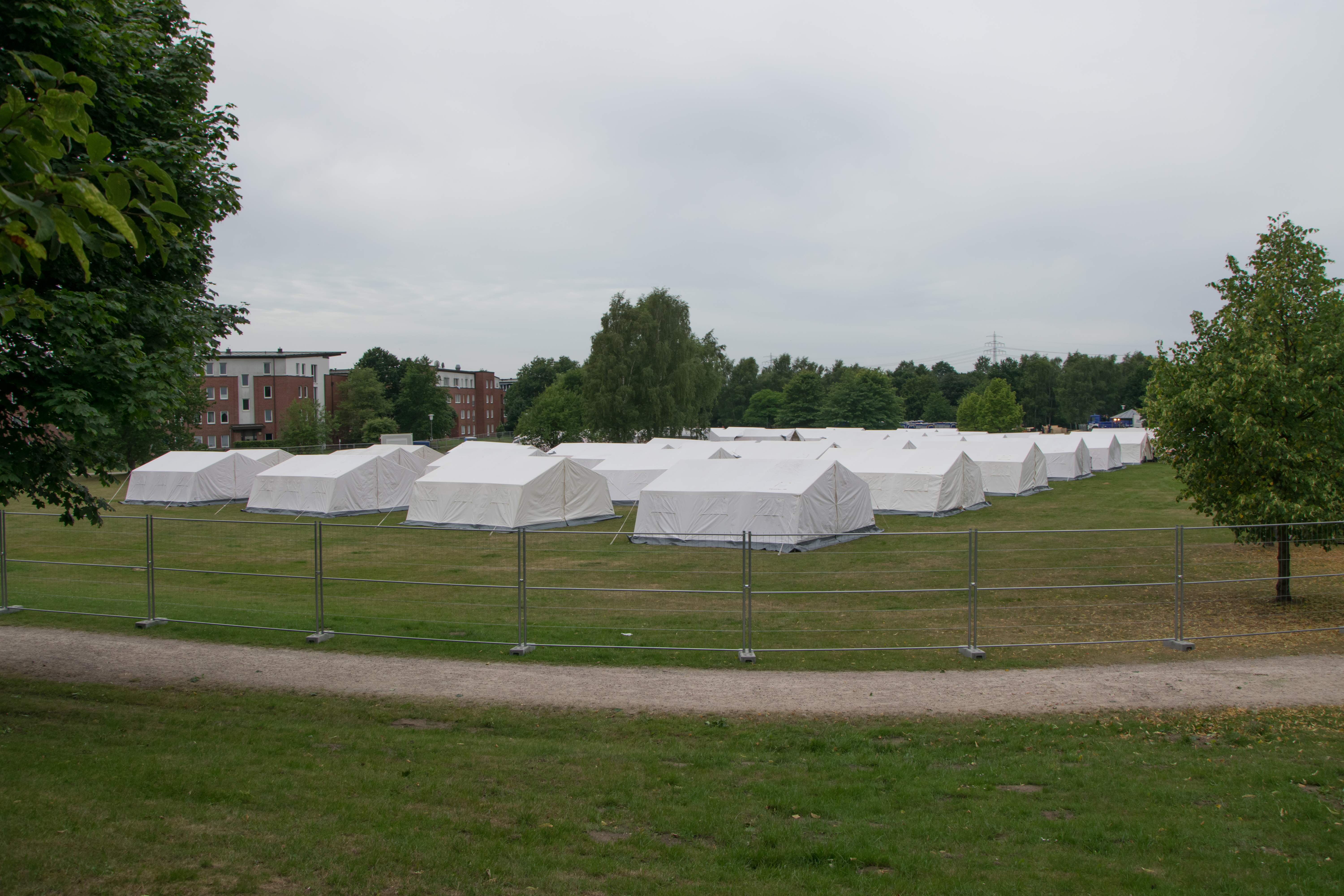
Табір мігрантів у Гамбурзі

Більшість біженців чули напівміфічні історії щодо Німеччини. Під час подорожі вони обмінюються інформацією, яка в них є. Так, деякі впевнені, що при прибутті до Німеччини вони гарантовано отримають безкоштовно житло і отримають грошову допомогу. Ці чутки розповсюджують родичі, що вже там оселилися. Дійсно, іноді біженці отримують житло та мінімальні кошти для проживання. Тому вони не хочуть залишатися в інших країнах, таких, як Греція, Італія, Македонія, Туреччина, Угорщина та Австрія, особливо в Угорщині та Австрії. Вони вважають, що зарплатня в Австрії не достатня для проживання, а медицина не на високому рівні. Такому уявленню про країни ЄС сприяє низька освіченність біженців, більшість із них нічого раніше навіть не чули про Австрію.
Німеччина очікує за 2015 рік близько 800 000 біженців — учетверо більше, ніж у 2014. Лише за один день 1 вересня до Баварії прибули понад 3500 біженців.
Через велику кількість біженців місцеві жителі стали агресивніше ставитися до них. У 2015 році на будинки з біженцями було скоєно 500 нападів, що втричі більше, ніж в 2014 році. Дві третини нападників не мали кримінального минулого. Уряд Баварії у жовтні почав вимагати від федерального уряду зменшення кількості біженців, що прибувають до цієї федеральної землі.

### Румунія
У вересні в Румунії посилюють охорону кордонів та проводять військові навчання.

### Сербія
Сербія є транзитною країною для мігрантів. Вони прибувають із Македонії і далі прямують до Угорщини, але через певні труднощі угорського маршруту — угорська влада затримувала потяги до Австрії і збирається огороджувати кордон із Сербією колючим дротом, маршрут все частіше продовжується через інші сусідні країни — через Боснію та Герцеговину, Хорватію та Словенію через Австрію до Німеччини.

### Словенія
21 вересня з огляду на збільшення кількості біженців на територію Словенії з боку Хорватії, влада країни ухвалила рішення перекрити все транспортне сполучення на хорватському кордоні.
17 жовтня до 2700 мігрантів перейшли на територію Словенії з Хорватії після закриття владою Угорщини кордону.
17 жовтня міністр внутрішніх справ Словенії Бостян Сефіч оголосив, що Словенія офіційно обмежила число мігрантів, яким буде дозволений в'їзд в країну до 2,5 тисяч осіб на добу. У свою чергу на території Хорватії кількість біженців почала зростати через цю заборону. Австрія також ввела обмеження в 1500 осіб на день.
22 жовтня уряд Словенії звернувся до ЄС з проханням надати поліцейські підрозділи для регулювання потоку мігрантів з Близького Сходу. 21 жовтня до Словенії прибуло 12616 мігрантів. Це стало результатом того, що Угорщина 17 жовтня перекрила кордон із Хорватією.

### Туреччина
Туреччина є переважно транзитною країною для мігрантів. Вони прибувають із сусідніх Сирії (Лівану), Іраку та Афганістану і далі човнами нелегально прямують до Європи. Під час морської подорожі часто бувають катастрофи, оскільки човни, що обираються лише на один рейс, знаходяться в поганому технічному стані і переповнені. За переправу з біженців вимагають досить значні суми, так один біженець заплатив 8 000 євро за те, щоб його відправили до Німеччини.

### Угорщина

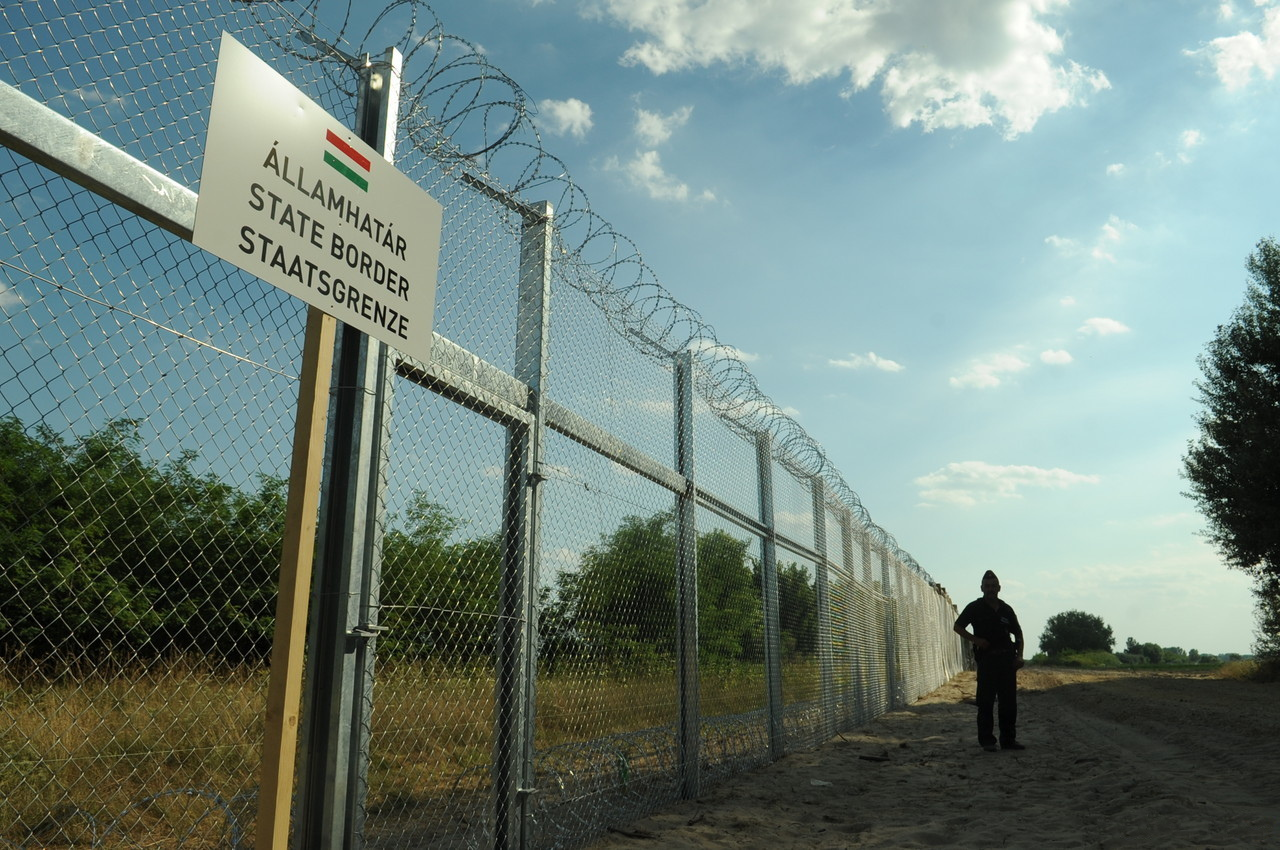
Колючий дріт на

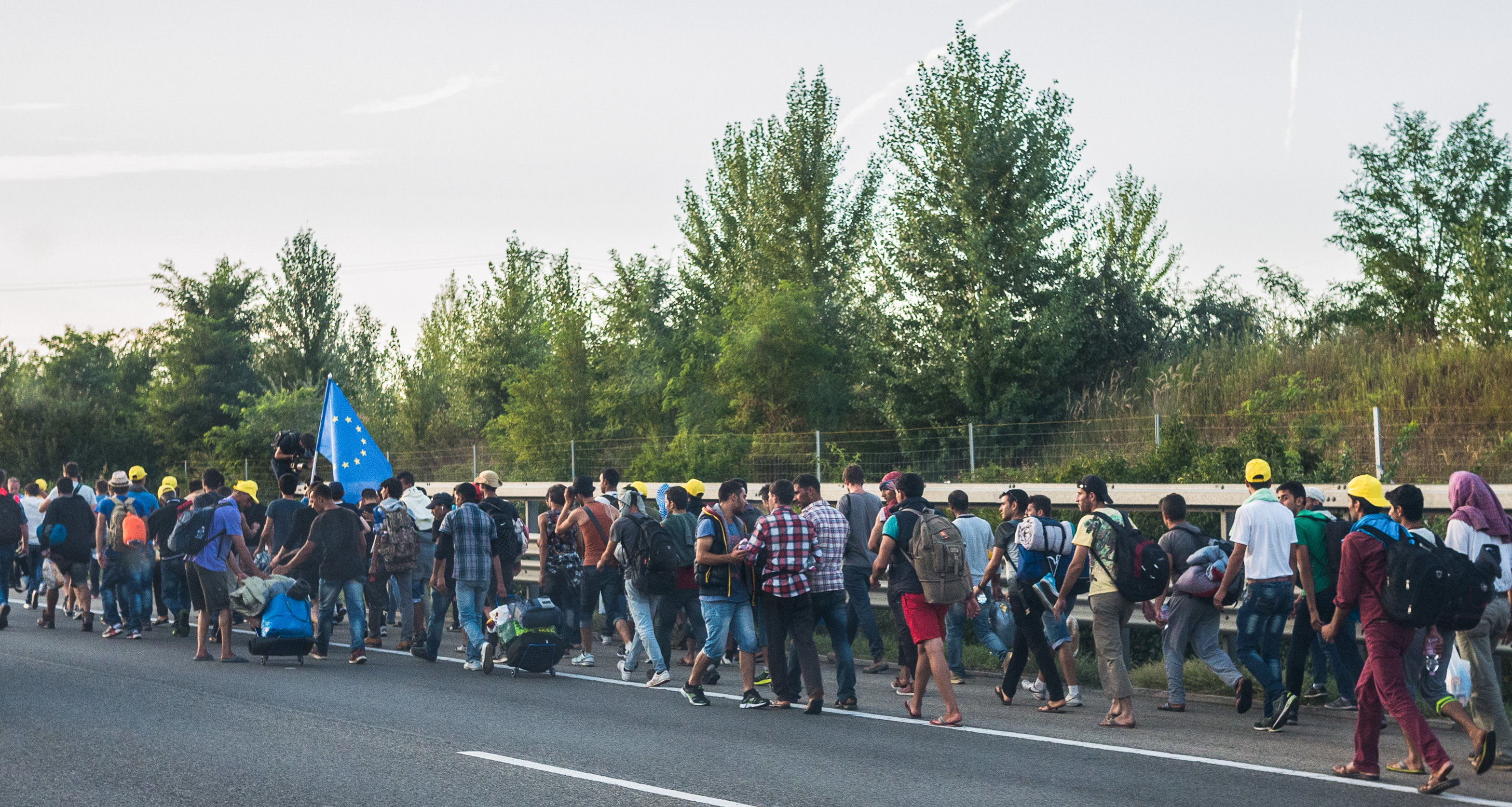
Мігранти на вулицях Угорщини

До Угорщини лише за серпень 2015 року прибуло близько 50 000 біженців. Більшість із них втікають із зон конфлікту у Сирії, Іраку та Афганістану. 3 вересня потяг із біженцями не випустили з Угорщини, за 40 км від Будапешту потяг зупинили. Поліція наказала біженцям автобусом дістатися до табору біженців. Оскільки більшість відмовилася добровільно залишити потяг, поліція застосувала силу. Станом на 4 вересня 2015 року на привокзальній площі у Будапешті залишалися тисячі біженців. Деякі розбили намети прямо на площі. Періодично вони скандують: «Німеччина! Німеччина!». Угорська влада не забезпечує біженців їжею та водою, допомога надходить від неурядових організацій.
Оскільки біженців не випускають потягами до Австрії, то деякі вирушили пішки до Відня, сформувавши цілі колони.
У ніч на 5 вересня Австрія та Німеччина погодилися надати притулок біженцям. На автобусах кордон вже перетнуло близько 2000 осіб. Австрійська поліція очікує, що ця кількість тільки за день зросте вдвічі. 24 вересня Угорщина почала зводити огорожу на кордоні зі Словенією.
Уночі з 17 на 18 жовтня Угорщина закрила кордон із Хорватією задля зупинення потоку мігрантів, перехід кордону здійснюватиметься в пунктах пропуску.

### Україна
Загалом Україна не фігурує як кінцева точка прибуття біженців та, наразі, не є країною-транзитером на шляху до ЄС, але ситуація може змінитися по мірі закриття кордонів теперішніми країнами-транзитерами і відповідними змінами у потоках нелегальної міграції.
Як заявляв Міністр закордонних справ Павло Клімкін, в майбутньому, в разі вступу до ЄС, Україна повинна бути готовою приймати біженців з кризових районів Близького Сходу, проявляючи солідарність з іншими країнами. «Я вважаю, що наше суспільство буде до цього готове. Але це непросте питання, яке буде вимагати серйозних дискусій, не зараз, звичайно, але в майбутньому», — резюмував Клімкін.
26 вересня 2015 року на Закарпатті затримали 6 сирійських нелегалів, які збиралися перетнути державний кордон з України до Угорщини. Причому трьох з них прикордонний наряд зупинив всього за 300 м від кордону.

### Фінляндія
18 вересня Державна рада Фінляндії ухвалила рішення створити спеціальний організаційний центр з розміщення біженців.

### Франція
В першій половині липня у французькому Кале скупчилися близько 3000 чоловік. Вони намагаються незаконним шляхом потрапити до Великої Британії через «Євротунель». Починаючи з червня ця напружена ситуація призвела до загибелі 10 нелегальних мігрантів.

### Хорватія
25 вересня 2015-го майже 10 000 мігрантів прибули на територію Хорватії. Загалом з 16 вересня число прибулих мігрантів склало 65 000.

### Чехія та Словаччина
Чехія та Словаччина на початку вересня погодилися відкрити для біженців кордон із Угорщини до Німеччини, якщо Німеччина погодиться їх впустити і не буде відсилати назад. Але, за умови, коли Німеччина домовиться із Угорщиною. Про це заявив міністр внутрішніх справ Чехії Мілан Хованець.
28 жовтня в Чехії відбувся ряд мітингів проти мігрантів. Найбільший мітинг відбувся в Брно, де зібралося 1500 чоловік та 70 мотоциклістів. У Празі поліція розділила противників і прихильників міграції, щоб не допустити протистояння.
У квітні 2017-го Чехія висловилася за відмову від прийняття біженців, ще раніше Словаччина звернулася до Європейського суду щодо скасування рішення розміщення сирійців на своїй території.

### Швеція
У жовтні у Швеції почастішали випадки підпалу притулків для біженців. Від 28 жовтня поліція почала патрулювати притулки на гелікоптерах. У Швеції планують, що біженців буде щонайменше 190 тис. З них, як очікується, близько 40 тис. будуть діти, які прибудуть до країни без батьків.
В середині листопада 2015-го Швеція тимчасово відновила контроль на кордонах через потік біженців.
4 січня 2016 Швеція через масовий наплив біженців ввела прикордонний контроль на кордоні з Данією. В Швеції найбільше в Європі біженців в розрахунку на одного жителя країни.

## Реакція

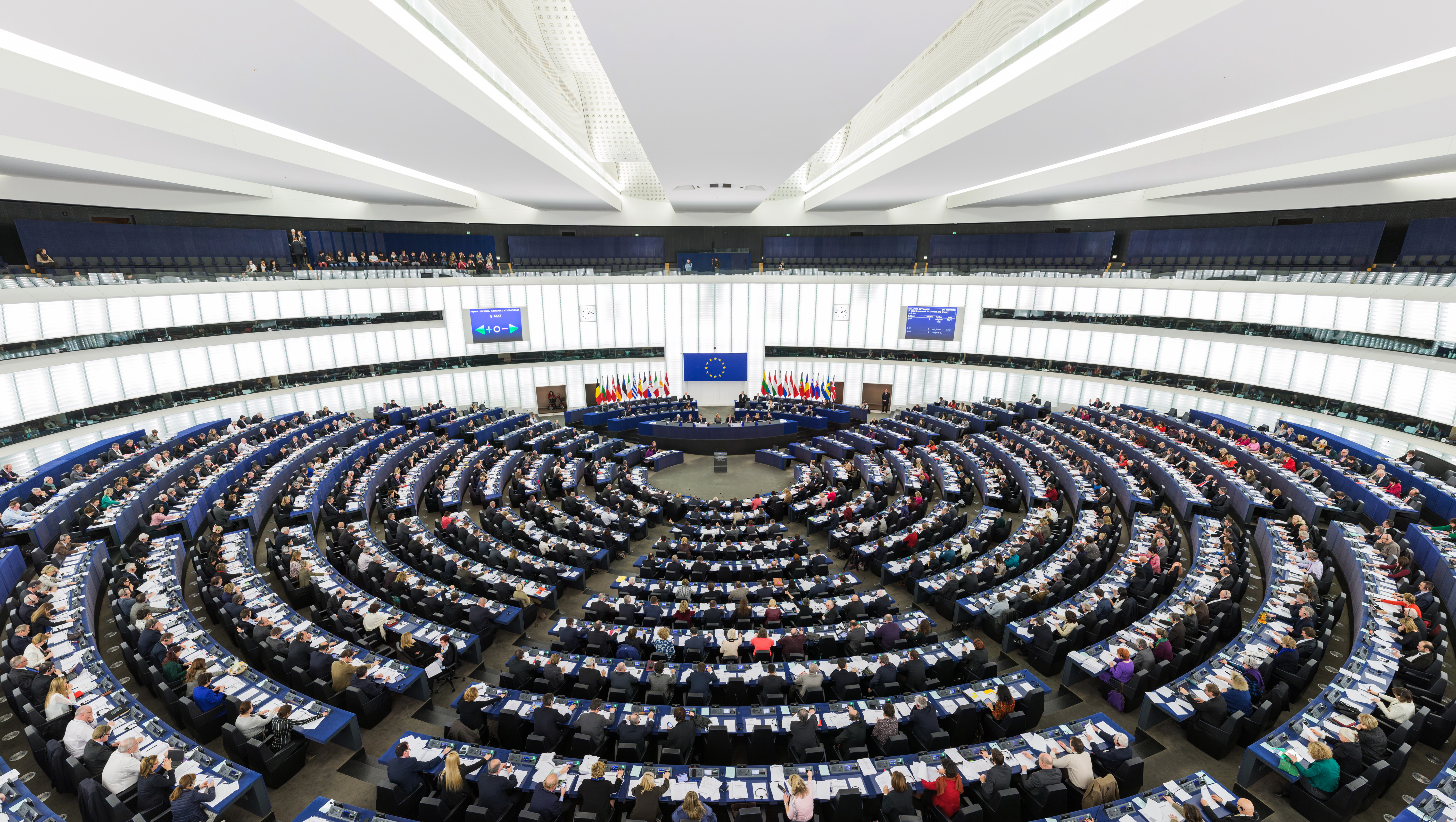
Європейський парламент проголосував на користь системи квот мігрантів, щоб забезпечити більш рівномірний розподіл шукачів притулку по державам-членам.

Ангела Меркель закликала країни Євросоюзу спільно вирішити проблему біженців. Німеччина та Франція, яка також сильно потерпає від значної кількості біженців, виступають за квоти в розподілі мігрантів. Проти цього виступають менші країни, особливо часто Угорщина та інші східноєвропейські країни. Так 4 вересня країни Вишеградської групи відмовилися прийняти принцип квоти.
Федеріка Могеріні заявила, що настав час перейти до боротьби з контрабандистами в морі, які перевозять людей.
На 14 вересня скликається екстрений саміт ЄС з питань біженців.
30 вересня ООН планує провести спеціальну зустріч, присвячену проблемі нелегальної міграції.